# Канерва, Маркку
Ма́ркку Та́пио Ка́нерва (фин. Markku Tapio Kanerva; род. 24 мая 1964, Хельсинки) — финский футболист, футбольный тренер.

## Карьера футболиста
Профессиональную карьеру начал в 1983, выступая за команду ХИК, в которой на протяжении восьми сезонов принял участие в 184 матчах чемпионата. Большую часть времени, проведённого в составе столичного клуба, был основным игроком защиты команды.
В 1991 перебрался в Швецию, став игроком «Эльфсборга», но уже в следующем году вернулся на родину, где с 1993 по 1996 год выступал за «ФиннПа», ХИК и «Хонку».
Завершил профессиональную игровую карьеру из-за череды травм в своём родном клубе ХИК. В третий раз присоединился к команде в 1996 году, защищая её цвета до 1998.

## Карьера в сборной
Дебют за национальную сборную Финляндии состоялся 5 августа 1986 года в товарищеском матче против сборной Швеции (1:3). Всего провёл 59 матчей и забил 1 гол — 30 января 1994 в товарищеском матче со сборной Омана (2:0).

## Карьера тренера
Канерва работал школьным учителем уже во время своей игровой карьеры, но позже он сосредоточился на должности футбольного тренера. В 2001 и 2002 годах он был помощником тренера Юрки Хелискоски и Кита Армстронга в своём бывшем клубе ХИК. В 2003 был назначен главным тренером столичного клуба «Виикингит». В качестве главного тренера финской сборной до 21 года он вывел команду в финальную стадию чемпионата Европы 2009 года. В том же году он был награждён тренером года в Финляндии.
29 ноября 2010 года было объявлено, что Канерва будет тренировать национальную сборную Финляндии в весенний период 2011 года, пока сборная будет искать нового главного тренера. В декабре 2016 года, заключив трёхлетний контракт, Маркку был назначен главным тренером сборной Финляндии. В ноябре 2019 года впервые в истории он вывел сборную в финальную стадию чемпионата Европы.
17 июня 2024 года Финская футбольная ассоциация объявила о продлении контракта Канервы в качестве главного тренера на период отборочной кампании чемпионата мира 2026 года и возможного финального турнира, а помощники тренера Яни Хонкаваара, Тему Тайнио и Тим Спарв дополнили тренерский штаб. После Лиги наций 2024/2025, в которой Финляндия проиграла все шесть матчей с разницей мячей 2:13, Канерва был уволен Финской футбольной ассоциацией.

### Тренерская статистика
на 17 ноября 2024 года
| Команда               | С            | По             | Результат | Результат | Результат | Результат | Результат |
| Команда               | С            | По             | !И        | В         | Н         | П         | Побед %   |
| --------------------- | ------------ | -------------- | --------- | --------- | --------- | --------- | --------- |
| Виикингит             | 2003         | 2003           | 26        | 13        | 8         | 5         | 050,00    |
| Финляндия до 21       | 2004         | 2009           | 29        | 12        | 4         | 13        | 041,38    |
| Финляндия (ассистент) | январь 2011  | декабрь 2015   | 7         | 3         | 3         | 1         | 042,86    |
| Финляндия             | декабрь 2016 | 22 ноября 2024 | 89        | 36        | 14        | 39        | 040,45    |
| Итог                  | Итог         | Итог           | 151       | 64        | 29        | 58        | 042,38    |

## Достижения

### Как игрок
- Чемпион Финляндии: 1985, 1987, 1988, 1990, 1997
- Обладатель Кубка Финляндии: 1984, 1996, 1998
- Обладатель Кубка финской лиги: 1994, 1996, 1997, 1998

### Как тренер

#### Молодёжная сборная
- Впервые вывел сборную в финальную стадию чемпионата Европы: 2009

#### Национальная сборная
- Вывел сборную впервые в финальную стадию чемпионата Европы: 2020